# Thibaud de Moréac
Thibaud de Moréac (mort le 14 janvier 1312) est un ecclésiastique breton qui fut évêque de Dol de 1301 à 1312.

## Biographie
Thibaud ou Thébaud II de Moréac est issu d'une famille noble du diocèse de Vannes. Il succède à son homonyme Thibaud de Pouancé sur le siège épiscopal de Dol. Comme son prédécesseur il est très proche du pouvoir royal et il est convoqué par le roi Philippe le Bel en son conseil le 16 juillet 1303 lors de la guerre de Flandre. Le 28 avril 1308 il écrit au souverain pour justifier son absence du fait de son état de santé aux États du royaume qui se tiennent à Tours. Thibaud s'oppose toutefois au duc Jean II de Bretagne dans le conflit initié par son père avec l'Église sur les prélèvements effectués par le clergé séculier lors des décès le tierçage et des repas de noces le past nuptial et il est même envoyé par ses pairs plaider leur cause à Rome. C'est alors qu'il fait restaurer les remparts de sa cité épiscopale et le complète par une tour de plusieurs étages détruite au XVIIIe siècle. Il meurt le 14 janvier 1312 dans son manoir épiscopal des Ormes à une lieue de Dol et il est inhumé dans sa cathédrale.

## Héraldique
Ses armoiries sont « une croix ancrée » (sceau de 1301).